# Prêmio Sapir
O Prêmio Sapir de Israel é um "prestigioso" prêmio literário anual concedido para uma obra de literatura de qualidade. O prêmio é concedido pela Mifal Hapayis (loteria do estado de Israel) e faz parte das iniciativas culturais da organização. Ele carrega o nome de Pinhas Sapir, o falecido ministro israelense das Finanças e foi concedido pela primeira vez em 2000.

## Vencedores
- 2022: Orit Ilan, Sister to the Pleiades
- 2021: Hila Blum, How to Love Your Daughter
- 2020: Sami Berdugo, Donkey
- 2019: Ilana Bernstein, Tomorrow We’ll Go to The Amusement Park
- 2018: Etgar Keret, Fly Already
- 2017: Esther Peled, Widely Open Underneath
- 2016: Michal Ben-Naftali, The Teacher
- 2015: Orly Castel-Bloom, An Egyptian Novel
- 2014: Reuven Namdar, The Ruined House
- 2013: Noa Yedlin, בעלת הבית [7]
- 2012: Shimon Adaf, Mox Nox
- 2011: Haggai Linik, Prompter Needed
- 2010: Yoram Kaniuk, 1948
- 2009: O prémio foi anulado neste ano depois de ter sido inicialmente entregue a Alon Hilu por House of Dajani.
- 2008: Zvi Yanai, שלך, סנדר
- 2007: Sara Shilo, The Falafel King is Dead
- 2006: Ron Leshem, Beaufort
- 2005: Alona Frankel, Girl
- 2004: Dan Tsalka, Tsalka's ABC
- 2003: Amir Gutfreund, Our Holocaust
- 2002: Gail Hareven, The Confessions of Noa Weber
- 2001: David Grossman, Someone to Run With (no Brasil: Alguém para correr comigo)
- 2000: Haim Sabato, Adjusting Sights